# St. Viktor (Guntersblum, katholisch)

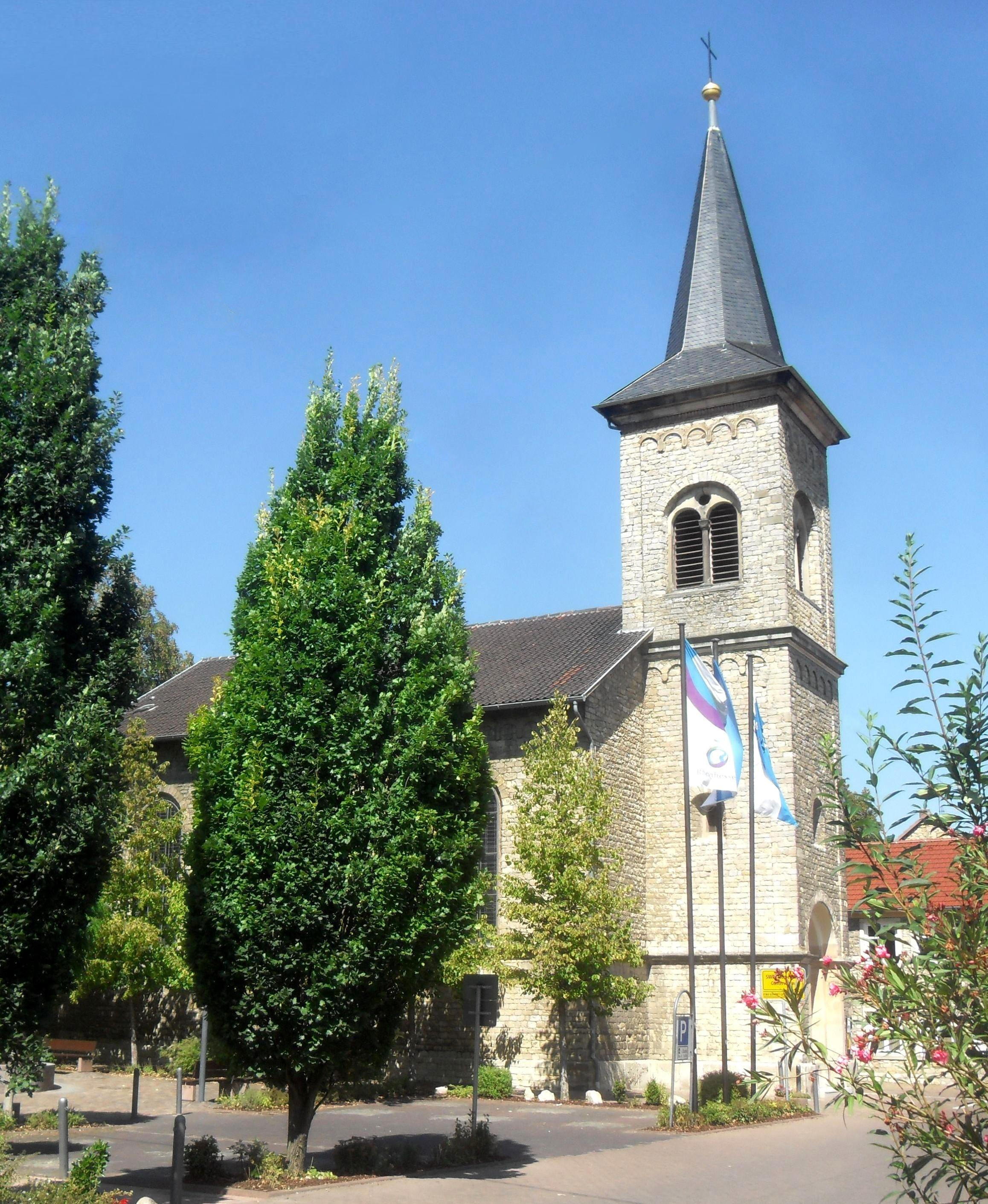
Die Guntersblumer katholische Kirche

Die katholische Kirche St. Viktor in der rheinhessischen Ortsgemeinde Guntersblum ist eine Kirche mit bedeutender Geschichte. Das Bauwerk gilt heute als Kulturdenkmal.

## Geschichte
Nachdem unter der Einwirkung der Ende des 17. Jahrhunderts in Guntersblum regierenden französischen Besatzungsmacht ab Dezember 1688 ein katholischer Pastor namens Matthias Ritter eingesetzt wurde und nun neben protestantischen Gottesdiensten auch katholische Gottesdienste in der Guntersblumer Kirche gefeiert wurden, entstanden zwischen beiden christlichen Konfessionen in der Folgezeit viele Konflikte. So installierten die Katholiken unter anderem neue Kruzifixe, Marienbildnisse, einen Weihwasserkessel, einen Hochaltar mit einem Abbild des heiligen Viktor, ein großes Kreuz im Chorraum, einen Beichtstuhl und zahlreiche Kirchenfahnen in die neue Guntersblumer Simultankirche, was zu großem Unmut unter den Guntersblumer Protestanten führte. Als nun während der 1838 begonnenen großen Kirchenrenovierung die Katholiken planten, der Guntersblumer Kirche durch den Umbau einen größeren katholischen Anstrich zu geben und auch eine eigene Orgel beschaffen wollten, erreichten die Proteste der evangelischen Bürger Guntersblums einen Höhepunkt: Als der Guntersblumer Bürgermeister Karl Becht vom Kreisrat den Auftrag erhielt, ein evangelisches Gremium wählen zu lassen, das entscheiden sollte, wie man nach der Kirchenrenovierung zusammen mit den Katholiken die Orgel gemeinsam benutzen könne und dieser Termin zur Wahl boykottiert wurde, wurde ein zweiter Wahltermin angesetzt. An diesem Wahltermin am 7. November 1839 fand nun ein großer Aufstand der Guntersblumer Protestanten statt, bei dem dem Bürgermeister eine Unterschriftenliste mit 192 Unterschriften von insgesamt 318 männlichen „evangelischen Ortsbürgern“ in Guntersblum übergeben wurde. Die Protestanten wollten durch ihren Aufstand und die Unterschriftenaktion auf den nicht weiter zu tolerierenden Zustand der Doppelbenutzung der Kirche mit den Katholiken aufmerksam machen.
Nachdem der Kreisrat aus Mainz jedoch vom Guntersblumer Bürgermeister forderte, den Aufstand zu unterdrücken und er es auch versuchte, unternahmen die Guntersblumer Protestanten erneut eine Unterschriftenaktion. Am 18. Dezember 1839 wurden schließlich 169 Unterschriften übergeben. Die Protestanten forderten nunmehr durch ihren Aufstand und die Unterschriftenaktion eine Alleinbenutzung der Guntersblumer Kirche durch die evangelischen Bürger. Schließlich wurde am 22. Dezember 1839 ein Schreiben von Guntersblumer Protestanten an den Mainzer Kreisrat geschickt, in dem die Auflösung des Simultanverhältnisses gefordert wurde. Auch die Guntersblumer Katholiken verfassten nun solch ein Schreiben. Am 28. Juli 1841 bekamen sie schließlich vom Kreisrat die „Genehmigung zur Auflösung des Simultanverhältnisses“. Kurze Zeit später gab die Großherzogliche Oberbaudirektion das Einverständnis zum Bau einer katholischen Kirche, einer katholischen Schule und zum Bau von Wohnungen für den katholischen Pfarrer und den Lehrer der katholischen Schule. Dabei kostete die Errichtung der Kirche etwa 7000 Gulden, die Errichtung der katholischen Schule und der Wohnungen für den katholischen Pfarrer und den katholischen Lehrer kosteten 8000 Gulden. Schließlich finanzierte die in Geldbelangen klamme Gemeinde Guntersblum den Bau der Gebäude aus dem Verkauf von gefällten Eichen von der Insel Kühkopf im Rhein. Die neue katholische Kirche wurde nun auf einer freien Fläche des Hofs des Leininger Schlosses gebaut, die katholische Kirche und die Wohnungen für den katholischen Pfarrer und den Lehrer der katholischen Schule wurden in die Räume des Leininger Schlosses integriert. Schließlich wurde die neue katholische Kirche am 16. November 1845 vom Mainzer Bischof Peter Leopold Kaiser eingeweiht. Die Urkunde für die Konsekration hängt dabei in der Sakristei der Kirche.
Im Folgenden befand sich die Guntersblumer katholische Kirche lange in der Hand der Guntersblumer bürgerlichen Gemeinde. Erst 1958 wurde das Gebäude an die katholische Kirchengemeinde übergeben. Schließlich wurde auch im Juli 1965 ein eigenes Pastorat für den katholischen Pfarrer gegenüber der katholischen Kirche in der Alsheimer Straße eingeweiht. Etwa 20 Jahre später wurde nun auch ein eigenes Pfarrheim von 1982 bis 1983 gebaut. Es wurde schließlich am 13. März 1983 durch den Domkapitular Fahney eingeweiht. Finanziert wurde es dabei aus eigenen Geldmitteln und auch aus Spenden. Seitdem findet verstärkt eine ökumenische Bewegung statt und in diesem Zusammenhang hat sich auch das Verhältnis beider Konfessionen in Guntersblum wesentlich entspannt.

## Baustil
Das Gebäude wurde als Saalkirche im neuromanischen Stil errichtet. Des Weiteren besitzt die Kirche, die auch Viktor von Xanten geweiht wurde, drei große im romanischen Stil gebaute Fenster und einen runden Ostchor. Zudem besitzt die Kirche einen am Westgiebel angebrachten Kirchturm, der zur Entstehungszeit zwei Glocken besaß. Außerdem verfügte die Kirche während ihrer Entstehungszeit über zwei Altäre. Darüber hinaus befindet sich ein aus dem 18. Jahrhundert stammendes stilvoll gestaltetes Marienbildnis im Seitenaltar der Kirche. Am 28. August 1960 bekam die Guntersblumer katholische Kirche nach einer Dachrenovierung schließlich vier neue Glocken. Zudem beschaffte sich die katholische Kirchengemeinde, die erst 1958 in Besitz der Kirche kam, zu ihrem 750-jährigen Bestehen im Jahr 1987 einen neuen Steinaltar und ersetzte so ihren alten Holzaltar. Der neue Steinaltar wurde schließlich 1989 geweiht.

## Lage
Die Guntersblumer katholische Kirche befindet sich im Guntersblumer Ortskern. Sie ist dabei auf dem Hof des Leininger Schlosses gebaut worden. Wenige Meter nördlich befindet sich außerdem der Homburger Hof. Darüber hinaus ist nur einige hundert Meter nördlich das Neue Schloss zu finden. Auf der direkt gegenüberliegenden Straßenseite des Schlosses in der heutigen Hauptstraße befindet sich zudem der Deutschherrenhof. Darüber hinaus befand sich in naher Nachbarschaft auch das alte Guntersblumer Rathaus, bevor es im Zuge des Umzugs in das Leininger Schloss im Jahr 1834 abgerissen wurde. Zudem befinden sich einige hundert Meter nordwestlich der Polysche Hof und etwas weiter der Guntersblumer Kellerweg und der Julianenbrunnen. Die Synagoge Guntersblum und der Guntersblumer Domhof befinden sich dabei einige hundert Meter östlich.

## Anlage
Um die heutige Guntersblumer katholische Kirche befindet sich unmittelbar nördlich das ehemalige Feuerwehrhaus Guntersblums, das heutige Vereinsheim der Arbeiterwohlfahrt. Daran schließt sich heute direkt östlich die Alsheimer Straße an, eine der Hauptstraßen Guntersblums. Direkt gegenüber der katholischen Kirche, auf der anderen Seite der Alsheimer Straße, befindet sich außerdem das heutige Pfarrhaus des Pfarrers. In unmittelbarer Nähe befindet sich außerdem auch das Pfarrheim der katholischen Kirchengemeinde Guntersblums. Unmittelbar südlich der katholischen Kirche befindet sich der heutige Hof des Leininger Schlosses, auf dem sich heute ein Brunnen und ein Parkplatz befinden. Des Weiteren ist direkt westlich der Guntersblumer katholischen Kirche das Gelände des heutigen Kindergartens Zwergenpalast.

## Heutige Nutzung
Die Guntersblumer katholische Kirche mit der Adresse Alsheimer Straße 25 und seine Gemeinde sind heute im Bistum Mainz und weiter in der Region Rheinhessen in der Großpfarrei Auferstehung Christi Rhein-Selz organisiert. Das Gebäude der Guntersblumer Kirche wird von der katholischen Kirchengemeinde des Ortes hauptsächlich als Raum für Gottesdienste genutzt. Darüber hinaus gibt es auch einen Kirchenchor und weitere verschiedene Gruppen und Kreise.